# Nguyễn Văn Trình (chính khách)
 Nguyễn Văn Trình (sinh năm 1959) là một cựu chính khách Việt Nam. Ông nguyên là Phó Bí thư Tỉnh ủy, Chủ tịch Ủy ban nhân dân tỉnh Bà Rịa – Vũng Tàu (2014–2019), Đại biểu Hội đồng nhân dân tỉnh Bà Rịa – Vũng Tàu khóa VI nhiệm kỳ 2016–2021.

## Lý lịch và học vấn
Nguyễn Văn Trình sinh ngày 22 tháng 7 năm 1959, quê quán xã Long Phước, thành phố Bà Rịa, tỉnh Bà Rịa – Vũng Tàu;
Ngày vào Đảng Cộng sản Việt Nam: 19/3/1984;
Trình độ chuyên môn: Kỹ sư công chánh, Cử nhân Kinh tế ngoại thương.
Trình độ chính trị: Cử nhân.

## Sự nghiệp
Nguyễn Văn Trình trước đó là Phó Bí thư Tỉnh ủy Bà Rịa – Vũng Tàu khóa V, nhiệm kỳ 2010–2015.
Ngày 17/6/2014, Hội đồng nhân dân tỉnh Bà Rịa – Vũng Tàu tổ chức kỳ họp bất thường bầu bổ sung ông Nguyễn Văn Trình làm Chủ tịch Ủy ban nhân dân tỉnh Bà Rịa – Vũng Tàu khóa V, nhiệm kỳ 2011–2016, với 41/46 phiếu đồng ý, đạt tỷ lệ 82% thay cho Chủ tịch Trần Minh Sanh bị đột quỵ, không đủ sức khỏe để nắm giữ chức vụ.
Ngày 23/10/2015, Đại hội Đảng bộ tỉnh Bà Rịa – Vũng Tàu lần thứ VI, nhiệm kỳ 2015–2020 đã bầu Nguyễn Văn Trình tái đắc cử Phó Bí thư Tỉnh ủy khóa VI.
Ngày 14/6/2016, tại kỳ họp thứ nhất Hội đồng nhân dân tỉnh Bà Rịa – Vũng Tàu, ông Nguyễn Văn Trình, Phó Bí thư Tỉnh ủy, Chủ tịch Ủy ban nhân dân tỉnh khóa V tái đắc cử chức vụ Chủ tịch Ủy ban nhân dân tỉnh Bà Rịa – Vũng Tàu khóa VI nhiệm kỳ 2016–2021.
Từ ngày 1 tháng 8 năm 2019, Nguyễn Văn Trình nghỉ hưu.